# Resolutie 2378 Veiligheidsraad Verenigde Naties
Resolutie 2378 van de Veiligheidsraad van de Verenigde Naties werd op 20 september 2017 unaniem aangenomen door de VN-Veiligheidsraad. De resolutie vroeg secretaris-generaal António Guterres zijn geplande hervormingen van VN-vredesoperaties en het Secretariaat van de Verenigde Naties verder uit te werken, en hier jaarlijks over te rapporteren. De resolutie kaderde in een grote hervorming van de Verenigde Naties waar al jaren aan gewerkt werd. Een jaar later werd resolutie 2436 aangenomen met betrekking tot het verbeteren van de prestaties van vredesoperaties.

## Standpunten
President Kersti Kaljulaid van Estland zei dat vredesoperaties heel kosteneffectief waren. Het budget dat de VN uittrok voor vredeshandhaving bedroeg nog geen half procent van de globale militaire uitgaven, terwijl deze kost door 193 landen werd gedeeld.
Landen als Zweden, het Verenigd Koninkrijk en Japan zeiden dat de gelijke deelname van vrouwen aan vredesmissies van cruciaal belang was voor het slagen ervan. Vrouwen en kinderen werden immers het hardst getroffen door conflicten.
De Amerikaanse vicepresident Mike Pence verwees naar de raketten van Noord-Korea, Rusland dat met geweld grenzen hertekende en de terreuraanslagen in Europa, en stelde dat zijn land zichzelf en zijn bondgenoten indien nodig met effectieve en overweldigende militaire macht zou verdedigen.
De Russische minister van Buitenlandse Zaken Sergej Lavrov vond dat het oplossen van conflicten een politieke zaak moest zijn. Een vredesmacht kon enkel gestuurd worden als het betrokken land daarmee akkoord ging. President Petro Porosjenko van Oekraïne zei dat zijn land vredeshandhaving nodig had door de agressie van Rusland tegen Oekraïne.

## Inhoud
De Verenigde Naties trachtten conflicten in de eerste plaats met politieke oplossingen op te lossen. Daaronder verstond men onder meer bemiddeling, toezicht op wapenstilstanden en helpen met de uitvoering van vredesakkoorden. In eerste instantie hadden landen zelf de verantwoordelijkheid om hun conflicten vreedzaam op te lossen, middels onder meer onderhandeling, bemiddeling, arbitrage of een juridische regeling. De Verenigde Naties boden enkel ondersteuning.
Secretaris-generaal António Guterres werkte aan hervormingen die VN-vredesoperaties verantwoordelijker, transparanter en efficiënter moesten maken. Ook wilde hij zijn eigen secretariaat structureel hervormen om het werk op vlak van vrede en veiligheid te verbeteren. De lidstaten, de Algemene Vergadering en de Veiligheidsraad moesten daarbij nauw betrokken worden. De secretaris-generaal werd gevraagd jaarlijks uitleg te komen geven over de hervormingen.
De secretaris-generaal werd ook gevraagd te blijven werken aan maatregelen tegen blauwhelmen die burgers misbruikten. Op de thuislanden van deze blauwhelmen werd aangedrongen preventieve en disciplinaire maatregelen te treffen. De efficiëntie van vredesoperaties moest verhoogd worden door beter te plannen, voldoende capaciteit te krijgen van de lidstaten, blauwhelmen beter op te leiden en de operaties meer te evalueren en bij te sturen. De Amerikaanse vicepresident Mike Pence zei hierover dat een geslaagde missie niet nodeloos verlengd moest worden, een slecht presterende missie hervormd moest worden en een mislukte missie beëindigd moest worden.
Verder was samenwerking met internationale organisaties van belang, en dan vooral met de Afrikaanse Unie (AU) waarmee de VN een formeel partnerschap was aangegaan. Het was de bedoeling dat de AU zelf vredesoperaties op het Afrikaanse continent zou leiden. Haar African Standby Force moest daarom zo snel mogelijk operationeel worden. De lidstaten en de VN zelf werden opgeroepen dit AU-leger te blijven ondersteunen.
Lijst ·  2337 ·  2338 ·  2339 ·  2340 ·  2341 ·  2342 ·  2343 ·  2344 ·  2345 ·  2346 ·  2347 ·  2348 ·  2349 ·  2350 ·  2351 ·  2352 ·  2353 ·  2354 ·  2355 ·  2356 ·  2357 ·  2358 ·  2359 ·  2360 ·  2361 ·  2362 ·  2363 ·  2364 ·  2365 ·  2366 ·  2367 ·  2368 ·  2369 ·  2370 ·  2371 ·  2372 ·  2373 ·  2374 ·  2375 ·  2376 ·  2377 ·  2378 ·  2379 ·  2380 ·  2381 ·  2382 ·  2383 ·  2384 ·  2385 ·  2386 ·  2387 ·  2388 ·  2389 ·  2390 ·  2391 ·  2392 ·  2393 ·  2394 ·  2395 ·  2396 ·  2397